# Veresegyházi Medveotthon
Veresegyházon 1998. november 24-én nyílt meg Közép-Európa egyetlen medvemenhelye (2112 Veresegyház, Patak u. 39.). A 3,5 hektáros kifutóban több tucat medve él. A parkban farkasok és oroszlánok is vannak. Az állatok száma és fajösszetétele folyamatosan változik, mivel az otthont rendszeresen gyarapítják változatos módokon, felszámolt állatkertek lakói kerülnek ide, vagy magánszemélyektől. A parkot, főleg a tavakat rendszeresen keresik fel különféle vadon élő madarak.
Az otthon tulajdonosa és fenntartója Veresegyház Város Önkormányzata.

## Története
A medveotthont 1998-ban nyitották meg. Első lakói addig Gödöllőn, rossz körülmények között tartott medvék voltak.
2000 nyarán készült el a farkasok kifutója, ekkor érkeztek meg az első farkasok.
A park fenntartására és fejlesztésére 2004-ben alapítványt hoztak létre.
Az intézményt 2009 őszén hivatalosan is állatkertté minősítették.
A 2010-ben elkészült kifutóba mosómedvéket és ormányos medvéket költöztettek.
2015 elején új farkaskifutó épült a macilift után, az erdőszélen. Ebben az időszakban mért adatok alapján ez Magyarország harmadik leglátogatottabb állatkertje; évente kb. 150 000-en keresik fel. 
2025-ben a Medveotthon üzemeltetését ellátó Veresegyházi Városgazda Kft.cégből, - ami a Medveotthon üzemeltetését is ellátta, mint szakfeladat Nagy József Attila igazgatásával -, kiválásos beolvadással létrehozták a MaciZoo Állatkert és Szabadipark Kft.-ét, amely a továbbiakban a Medveotthon üzemeltetéséért felel Déri Barnabás ügyvezető igazgató irányításával/ vezetésével.

## Medvék
A medvéknek kialakított két egyenként 160 négyzetméteres mesterséges tavat rendszeresen utántöltik; a medvék ezekből isznak, és nagyon szeretnek fürdeni is. A tavakba kárászokat is telepítettek. Ezeket ugyan megfogni nem tudják a medvék, de jó időtöltés számukra a kergetőzés.
A természetes élőhely minél tökéletesebb reprodukálását szolgálja az 1,5 hektáros fenyőerdő, amelyben a medvék elrejtőzhetnek, illetve fára mászhatnak. Szálláshelynek tizennégy szűk bejáratú, de belül kiöblösödő mesterséges barlangot építettek; egy-egy barlangban két-három medve is pihen.
A pénztárban és az Ajándékbarlangban a látogatók Maci-csemegét (répát, gyümölcsöt) is vásárolhatnak, valamint Zoo-csemegét a patások részére. Korábban mézzel lehetett etetni őket, de ezt 2020-ban több ok miatt, köztük egészségügyi okokból is megszüntették.

## Farkasok
A farkasok három csoportban élnek:
- a kézbarát példányok egy különkerített részen,
- a falkából kiemelt példányok a medvék kifutójában
- a nagy falka egy erdős területen.

2000 nyarán a medvéknél már bevált technológia szerint alakították ki a farkasok kifutóját. A természetközeli körülmények között tartott az állatok a teljes területüket bejárhatják, tetszőleges csoportokba állhatnak össze. A kifutót kiugrásgátló kerítés veszi körül, mivel a farkasok nagyon ügyesen ugranak át még a villanypásztorral felszerelt kerítéseken is.
Területükre sűrű növényzetet telepítettek, hogy a farkasok elbújhassanak egymás és a látogatók elől. A környezet természetközeli jellegét egy 2 méter mély mesterséges tó erősíti. A falka létszáma 2020-ig 37-re nőtt.

## Oroszlánok
A 2019-ben 7 oroszlánt mentett meg a Medveotthon. Jelenleg 9 oroszlánnak ad lakóhelyet Európa egyik legnagyobb oroszlán kifutójában.

## Egyéb állatok
A menhelyen egyebek közt mosómedvéket, ormányos medvéket, hiúzokat, lámákat, dámszarvasokat, muflonokat, pávát, fácánt, racka juhokat is láthatunk.

## Látogatása
A Medveotthon december 25. és január 1. kivételével minden nap nyitva tart:
Áprilistól szeptemberig: 9:00 - 19:00
Októberben: 9:00 - 17:00
Novemberben, decemberben, januárban: 9:00 - 16:00
Februárban, márciusban: 9:00 - 17:00
Hétvégi és ünnepnapokon Állati órarenddel (márciustól októberig) várják a látogatókat:
10:45 Állati séta -  szakértői vezetés a parkban
12:00 Látványetetés az ormányos/mosómedvékkel - ingyenes, bővebben:  https://medveotthon.hu/hirek/terulj-terulj-asztalka
13:00 Predator program - bemutató a nagyragadozókkal - ingyenes, bővebben: https://medveotthon.hu/predatorprogram/
14:00 Ragadozó madár bemutató - ragadozó madarakkal  - ingyenes, bővebben: https://medveotthon.hu/ragadozo-madar-bemutato/ ÁPRILISTÓL!
15:00 Predator program - bemutató a nagyragadozókkal - ingyenes, bővebben: https://medveotthon.hu/predatorprogram/
2025. január 1-től érvényes jegyárak:
- felnőtt: 3900 Ft/fő
- gyerek (3–14 év között): 3000 Ft/fő
- diák (15–18 év között) 3000 Ft/fő
- családi (2 gyerek, 1 felnőtt): 3000 Ft/fő
- nyugdíjas: 3000 Ft/fő
- babajegy: 300 Ft/fő

További szórakozási lehetőségek:

### A 11 hektár területen kialakított Veresegyházi Medveotthon Közép-Európa egyetlen Medveotthona, mely az Állatvédő Világszervezet (WSPA) és a Veresegyházi Önkormányzat összefogásával jött létre.
Az itt található Veresegyházi Múzeumvasút egy egyedülálló erdei bányavonat, mely muzeális jellegű bányamozdonyokkal közlekedik a medvekifutó és a kilátó mögött. A szerelvény az erdőben halad egy kb. 1500m-es körpályán, és menet közben átmegy egy bányavágaton is. Ezen a részen extra látványosságok várják az utazókat.
Utazz a vonatunkon, felejthetetlen élmény! 
Jegyárak: 
Felnőtt kisvasút belépőjegy: 1500 ft/fő
Gyermek kisvasút belépőjegy: 1200 ft/fő
A vasút 3 év alatt ingyenes!

### Hétköznapokon a csoportoknak a Múzeumvasútra előzetes bejelentkezés szükséges.
- macilift: 1500 Ft/5perc
- ugrálóvár: 1500 Ft/5 perc (csak hétvégén és ünnepnapokon a nyári időszakban)
- Ajándékbarlang

## Lásd még
- Kuterevói mackómenedékhely
- A berni Medveverem